# Otzoloapan
Otzoloapan är en ort i Mexiko och administrativ huvudort i kommunen Otzoloapan i delstaten Mexiko. Samhället hade 1 747 invånare vid folkräkningen år 2020. Fram tills 2010 hette orten San Martín.